# 热斯塔
热斯塔（法語：Gestas）是法国比利牛斯-大西洋省的一个市镇，属于拜翁区（Bayonne）圣帕莱县（Saint-Palais）。该市镇总面积2.19平方公里，2009年时的人口为68人。

## 人口
热斯塔人口变化图示